# フタバ (愛知県)
株式会社フタバは、愛知県岡崎市に本社を置くオートバイ用品の流通小売、通信販売を行う企業である。

## 沿革
- 1976年1月 - 創業 。
- 1987年3月 - 株式会社に改組。
- 2000年5月 - インターネットでの通信販売開始。
- 2005年4月 - DIRECT事業部を豊田市に移転 。
- 2008年6月 - Yahoo!ショッピングに「男のこだわり名品館ZEED Yahoo!」を出店。
- 2009年12月20日 - ダイネーゼ専門店D-Store 名古屋閉店。

## 実店舗
- SEED 岡崎店